# Crast' Agüzza
Le Crast’ Agüzza () est un sommet culminant à 3 869 ou 3 870 m d'altitude. Il est à cheval sur la Suisse (Haute-Engadine) et sur l'Italie (Lombardie). Son ascension peut se faire par le refuge Diavolezza, par le refuge Marinelli Bombardieri, par les refuges Marco et Rosa ou par la cabane de Tschierva.

## Géographie

### Situation
Le Crast' Agüzza se trouve sur la frontière entre l'Italie et la Suisse. Il est séparé du piz Bernina au nord-ouest par le Fuorcla Crast' Agüzza (3 583 m), qui selon Collomb est le col le plus important de toutes les Alpes centrales, comparable au col du Géant dans le massif du Mont-Blanc, tandis que le piz Argient se trouve au sud-est du sommet. Il est bordé au nord par le glacier Morteratsch et au sud par le glacier Scerscen.

### Géologie
La chaîne de la Bernina et le Crast' Agüzza se sont élevés lors de l'orogenèse alpine. À cet endroit deux plaques tectoniques sont en collision : la plaque eurasienne au nord et la plaque adriatique au sud. La chaîne de la Bernina se trouve au nord de la ligne insubrienne, c'est-à-dire qu'elle est du côté eurasien de la ligne de contact entre les deux plaques tectoniques. Cependant la collision de ces plaques est complexe et a formé des nappes. La plaque eurasienne se sépare en deux (croûte supérieure et croûte inférieure), la plaque adriatique passant entre les deux. Une nappe, telle la chaîne de la Bernina, est un fragment des morceaux de la plaque adriatique que la croute supérieure de la plaque eurasienne a arraché à celle-ci. La chaîne de la Bernina est donc constituée de roches de la plaque adriatique tout en étant sur la plaque eurasienne.
Le Crast' Agüzza est composé principalement de granite.

## Histoire
Le 17 juillet 1865, Johann Jakob Weilenmann, J. A. Specht, Franz Pöll et Jakob Pfitschner font la première ascension du sommet par l'arête Ouest qui a été atteinte depuis le col du Crast' Agüzza. La voie normale passe par l'arête rocheuse du Fuorcla da Argient. Cet itinéraire a été escaladé pour la première fois par Emil Burckhardt avec Hans Grass et Peter Egger en août 1874.
La montagne est aussi connue sous le nom d'Engadiner-Matterhorn (le « Cervin de l'Engadine »).